# SimAnimals
SimAnimals è un videogioco di simulazione di vita reale pubblicato dalla Electronic Arts. Il videogioco è per la nintendo Wii e il Nintendo DS.

## Modalità di gioco
Nel gioco, il giocatore ha lo stesso ruolo dei The Sims. Il giocatore può manipolare 60 tipi di animali e può creare il loro habitat naturale. Gli animali evolvono personalità che dipendono su come il giocatore li tratta (o maltratta).
Il giocatore può usare gli animali per completare sfide e obiettivi, scoprire nuovi segreti, sbloccare nuove aree nella foresta e trovare altri animali selvaggi, con abilità speciali.
In multigiocatore, il giocatore può invitare fino a 3 altri giocatori per farli entrare nella propria foresta.